# Bacchisa albicornis
Bacchisa albicornis är en skalbaggsart som först beskrevs av Francis Polkinghorne Pascoe 1867.  Bacchisa albicornis ingår i släktet Bacchisa och familjen långhorningar. Inga underarter finns listade.